# Gäveskär

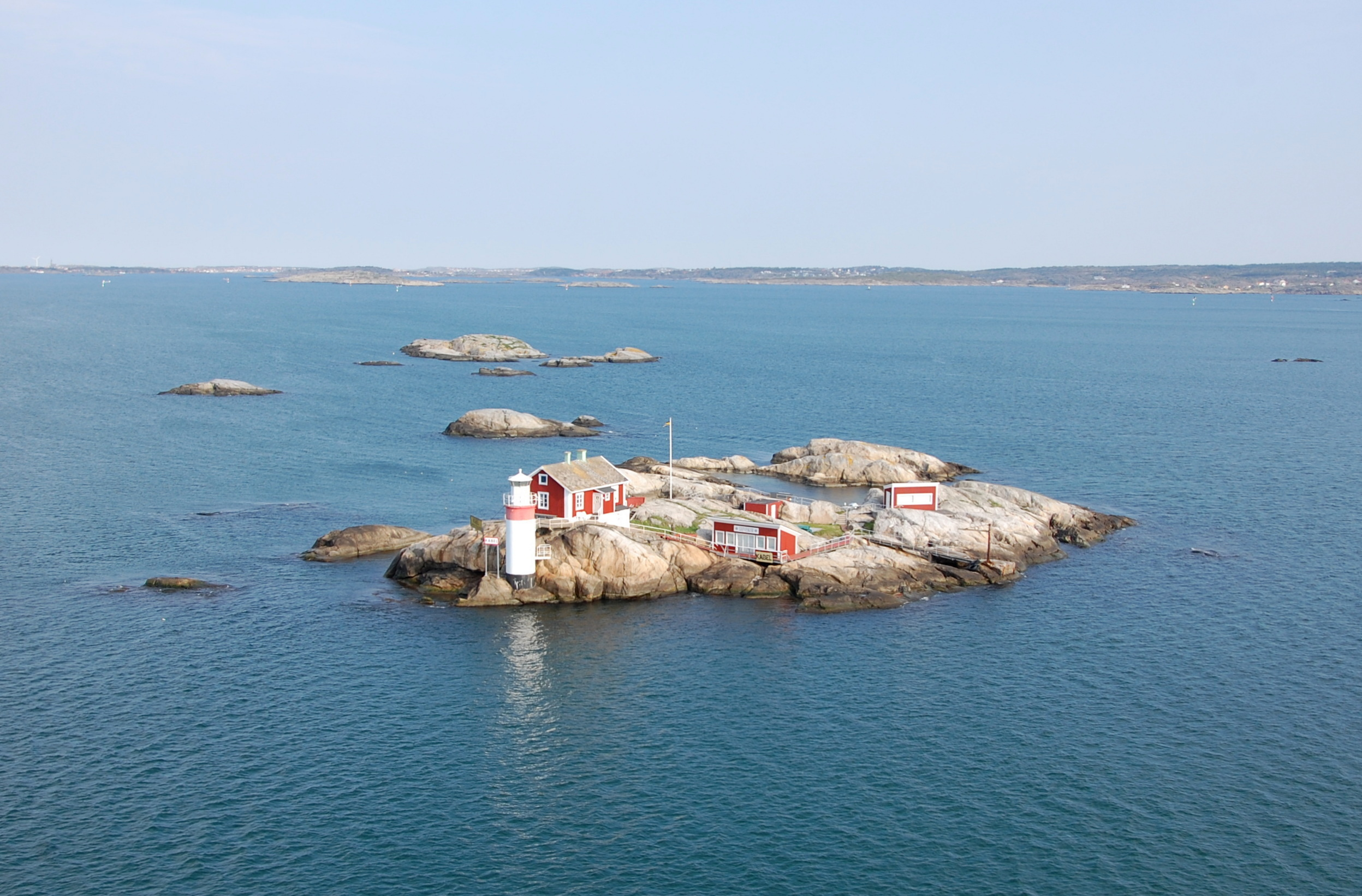
Gäveskär, Blick von Süden

Gäveskär ist eine kleine zu Schweden gehörende Insel im Kattegat.
Sie liegt im Göteborger Schärengarten westlich von Göteborg in der Provinz Västra Götalands län und gehört zur Gemeinde Göteborg. Südlich erstreckt sich die große Insel Brännö, nördlich liegt Norra Gäveskär. Die von einer Felsklippe gebildete Insel erstreckt sich in Nord-Süd-Richtung lediglich über etwa 130 Meter, in Ost-West-Richtung misst die Insel nur ungefähr 50 Meter.
An der Südspitze der Insel befindet sich der zehn Meter hohe Leuchtturm Gäveskär. Der heutige Leuchtturm ist seit 1964 in Betrieb. Ein Vorgängerbau bestand seit 1886. Darüber hinaus ist die Insel im südlichen Teil mit mehreren im für Schweden typischen Falunrot gestrichenen Häusern bebaut, was der Insel angesichts ihrer geringen Ausmaße ein pittoreskes Erscheinungsbild gibt. Im nördlichen Teil der Insel besteht ein kleiner Hafen.
Südlich von Gäveskär führen die Fährrouten Göteborg–Kiel und Göteborg–Frederikshavn vorbei.